# Sheamus
Stephen Farrelly (n. 28 ianuarie 1978) este un actor și wrestler profesionist din Dublin, Irlanda, cunoscut sub numele de ring Sheamus și King Sheamus.Sheamus activează în brandul SmackDown al WWE 
Sheamus are o înălțime de 1.93 și o greutate de 121 kg.
Înainte de a se alătura WWE, Farrelly luptat pe circuitul european, unde a avut un oarecare succes - inclusiv a fi de două ori Campion Internațional la categoria grea , în Irish Whip Wrestling . După ce a devenit parte din lotul principal WWE în 2009, el va merge în Raw, unde a avut unele conflicte în care a câștigat titlul WWE de 2 ori,și o dată titlul mondial la categoria grea.El este, de asemenea, de două ori campion al Statelor Unite.În plus față de aceste campionate, a câștigat din 2010 King of the Ring,Royal Rumble 2012 și meciul Money in the Bank 2015, făcându-l al doilea wrestler după Edge care a obținut toate cele trei realizări.

## Viața personală
Farrelly (Sheamus) a fost născut în Cabra, Dublin, Irlanda.El vorbește fluent irlandeză, după ce a parcurs școala primară la Scoil Chaoimhin și liceul la Coláiste Mhuire , o Gaelscoil.În timpul anilor de școală, el a cântat în Palestrina Corul până la vârsta de 13 ani.În acest timp, el a apărut pe Late Late Show și de a trăi la trei.El a jucat fotbal galic pentru echipa lui Erin Isle unde odată a fost declarat starul de sport al lunii. El a jucat, de asemenea, rugby pentru Colegiul Național al Irlandei, unde a câștigat o diplomă Națională. El a fost un fan al Premier League al clubului de fotbal FC Liverpool încă din copilărie. El este un fost tehnician IT și, de asemenea, a lucrat ca bodyguard pentru un club de noapte, unde sa dus să lucreze ocazional ca un bodyguard pentru Bono și Larry Mullen, Jr. de U2, precum Denise și Outen.

## Cariera de wrestling profesionist
Inspirația lui Sheamus într-o carieră profesională de wrestling a venit de la vizionarea atât de lupte britanice din lumea și luptele americane din World Wrestling Federation (WWF) pe care le viziona pe Sky One.La sfatul lui Bret Hart, Sheamus a început pregătirea în Monster Factory școală de lupte Larry Sharpe în aprilie 2002, alături de Tank Toland, Cliff Compton, și Cindy Rogers.Șase săptămâni mai târziu, el a debutat oficial ca favorit fan sub numele Sheamus O'Shaunessy împotriva Robert Pigeon. Acesta a fost vazut în acest timp că el a dezvoltat porecla "Blestemul irlandez" după low-suflare un adversar. El a suferit o accidentare la gât,care distras cariera de doi ani.
Farrelly a dezvoltat foarte repede caracterul său wrestling prin tragere la mitologia celtică. Din dorinta de a trece de la limitarea stereotipurilor irlandeze de Lucky Charms, spiriduși, și alcoolism, a vrut în schimb să prezinte un războinic irlandez. A merge la un Gaelscoil, Farrelly a crescut repede cu cele patru cicluri de mitologie irlandeză și, inspirat de opera de artă de Jim Fitzpatrick, încorporând imaginea sabiei și toporului înarmați în gimmick lui. Aceasta a inclus caracterul său proiectarea propriei pandantiv, crucile, care combină crucea celtică, cu o sabie celtică de război pentru a ilustra caracterul lui.

### Irish Whip Wrestling (2004–2006)
În mai 2004 Sheamus se antrenează în Irish Whip Wrestling,sub numele de ring Sheamus O'Shauneassy.
- Sheamus a debutat în wrestlingul profesionist într-un meci în fața lui Mike Burns,meci pe care l-a câștigat.

În martie 2005 Sheamus face echipă cu Raven iar aceștia reușesc să câștige meciul în fața lui Shini și Vinny.

### Promoții britanice (2005-2007)
Precum și lupte în Irlanda, O'Shaunessy a călătorit ocazional în Marea Britanie pentru a face apariții pe circuitul independent britanic. În aprilie 2006, el a fost adus in Țara Galilor ", ca un pretendent pentru titlul lor de top, dar a fost învins de campionul , Chris amintesc. Mai târziu, în acel an, în noiembrie, a fost angajat de LDN Lupta Londra să apară pe capitalul show TV în cazul în care, după ce la învins repede William Hill, a câștigat un meci campionat LDN împotriva Tex Benedict, care sa încheiat cu Papa Benedict câștigător prin descalificare și O'Shaunessy la atacă după meci.
Precum și realizarea de apariții ,concurent de top bazate pe reputația sa în creștere, de asemenea, O'Shaunessy adus cu el în Marea Britanie rivalitate lui de lungă durată cu Galloway. El a luptat deja în promovarea lui, Campionatul britanic Wrestling (BCW), de două ori, în 2005, a pierdut la Jay Phoenix cu o zi înainte Phoenix a pierdut la Galloway în luna martie, și revenirea în septembrie pentru a învinge una dintre stele de top BCW lui, Wolfgang, prin countout. [55] În mijlocul lor conflict IWW an cu următorul text, O'Shaunessy s-au întors în Scoția pentru a lua parte la Calea BCW lui la turneu Glory, învingând Galloway în prima noapte , dar o pierdere în următoarea noaptea în luna mai. Deși vrajba lor se terminase în Irlanda în august 2006, a continuat în Marea Irlandei.

## World Wrestling Entertaiment/WWE
Pe 13 noiembrie 2006, a apărut in World Wrestling Entertainment (WWE) la Raw in Manchester Evening News Arena, ca parte din echipa de securitate a D-Generation X dar mai târziu primi un pedigree de la Triple H.In ziua următoare, el și Galloway a avut un meci unul împotriva celuilalt. În anul următor, în aprilie, a primit un alt set de meciuri , in Milano și Londra împotriva Galloway, precum și Stu Sanders și talentatul superstar din WWE Jimmy Wang Yang și Monster Factory absolvent Domino. Acest lucru a dus la o ofertă și semnarea unui contract de dezvoltare cu WWE, moment în care el sa mutat în statele Unite ale Americii.]

#### Florida Championship Wrestling (2007–2009)
O'Shaunessy debutat pentru WWE teritoriu de dezvoltare Florida Championship Wrestling (FCW) pe 2 octombrie într-un meci de debut cu o victorie dublă cu Bryan Kelly. În timp ce luptă în mod regulat, el nu a fost parte din orice certuri dar a luptat cu un număr de echipe pe termen scurt alături de Hade Vansen și Jake Hagere. EL a avansat trecand primul tur de scrutin după ce a învins Lions britanic ("Te Superstar" Christopher Gray și "Rascal" Tommy Taylor).
Până în septembrie, O'Shaunessy- si-a concentrat atenția asupra concurenței și drumului său spre partea de sus a cardului, învingând cu succes fost partener Hager pentru Campionatul Heavyweight Florida.În cele din urmă, pe 11 decembrie, O'Shaunessy a pierdut titlul la Escobar într-un meci care ii implică, de asemenea,pe Hennig și Drew McIntyre (fosta Drew Galloway).
La 22 iulie 2008, a lucrat O'Shaunessy un dark match la SmackDown, unde a pierdut in fatalui R-Truth. În anul următor, în luna mai, a inceput sa apara la Raw si la doua house showri de pe 8 si 9 mai unde la învins Jamie Noble.

#### WWE Champion (2009–2010)
Pe 30 iunie 2009 la un episod de ECW, O'Shaunessy și-a făcut debutul ca un personaj negativ sub numele de ring Sheamus, învingând rapid un concurent local.Apoi Sheamus a intrat într-o rivalitate cu Goldust după ce la învins la 29 iulie. După schimbul de victorii în următoarele săptămâni au concurat într-un meci fără descalificări pe 1 septembrie, care a fost câștigat de Sheamus. Sheamus a început apoi un conflict cu Shelton Benjamin, care a fost cald-shot într-un meci de a decide la 27 octombrie, care a câștigat Sheamus.
Rivalitatea sa cu Benjamin încheiat prematur atunci când Sheamus a fost mutat la marca Raw. A debutat prima prin înfrângerea în fața lui Jamie Noble data de 26 octombrie.În următoarele săptămâni, el a continuat să îl atace pe Noble făcându-l să se pensioneze, și în loc de concurență, la agresat pe comentatorul Jerry''The King'' Lawler pe 16 noiembrie.În săptămâna următoare Sheamus a apărut pe prima dată de la debutul în WWE la un eveniment pay-per-view, Survivor Series, atunci când el a făcut parte din echipa Miz într-un meci cu eliminări format din 2 echipe cu câte 5 participanți fiecare. El la eliminat pe colegul lui irlandezul Finlay și a făcut pinfall în finală pentru al elimina pe căpitanul echipei adverse John Morrison și de a supraviețui împreună cu Miz și fostul rival mult timp Drew McIntyre.

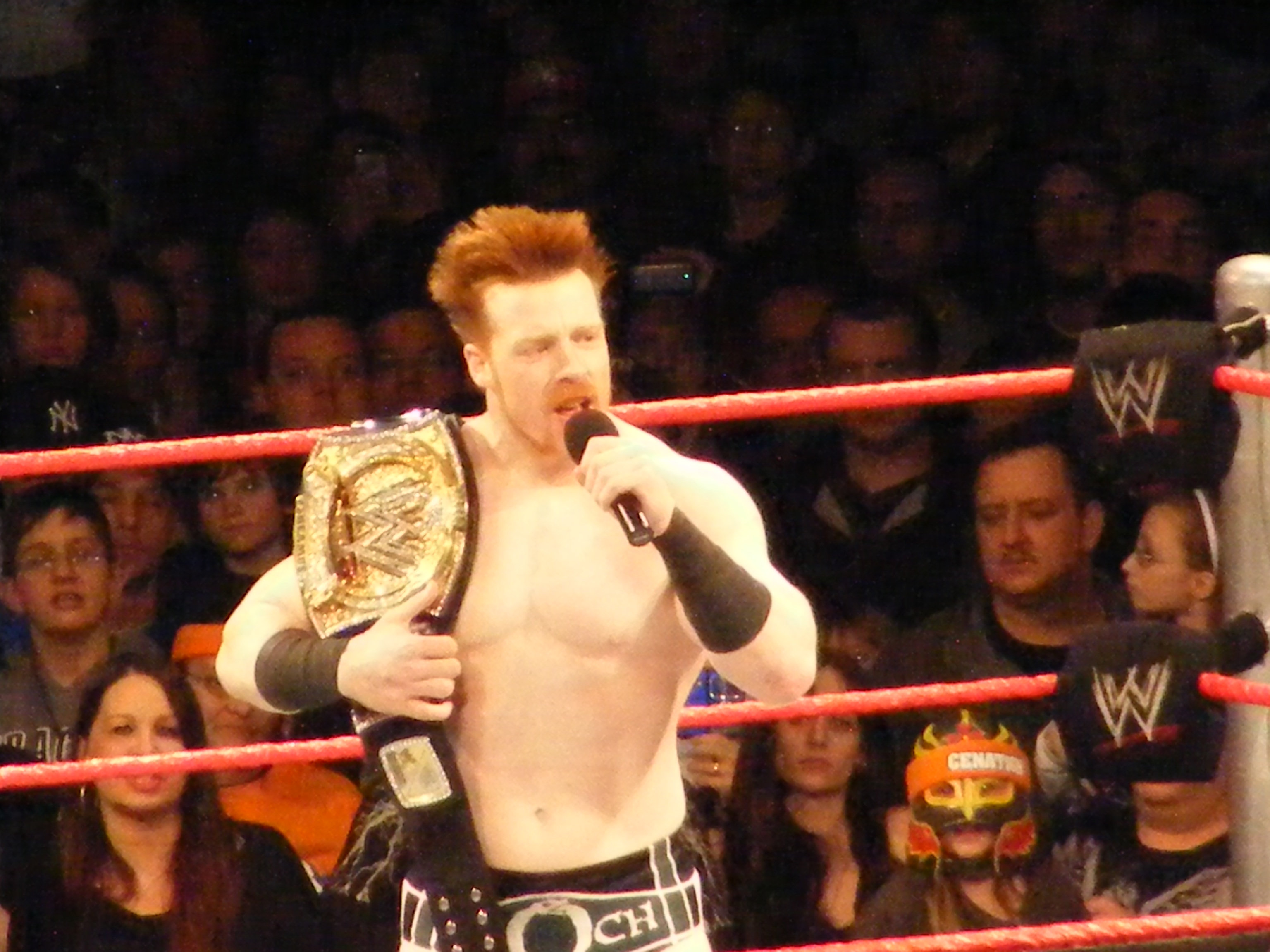
Sheamus WWE Champion in Decembrie 2009.

## 2010-2011
- La Royal Rumble Sheamus reușește să își păstreze titlul WWE după ce câștigă curat în meciul cu Randy Orton.
- Sheamus este obligat să își pună titlul WWE în meciul ELIMINATION CHAMBER din care mai fac parte Randy Orton, John Cena, Ted Dibiase Jr, Triple H și Kofi Kingston

La ELIMINATION CHAMBER Sheamus păstrează centura.
Sheamus începe un nou feud cu Triple H cu care se luptă la Wrestlemania 26 pentru titlul WWE și câștigă meciul. John Cena îl atacă dupa meci și îl provoacă la un meci pentru titlu . Sheamus fiind obosit pierde meciul prematur .
Acest conflict durează până la Extreme Rules unde John Cena îl atacă pe Sheamus în culise într-un meci de tip Street Fight(Bătaie de stradă) și Cena reușește să îl scoată pe Sheamus din joc pentru o perioadă.
Sheamus ia o pauză de două săptămâni și revine pe 24 mai la Raw înainte de Fatal 4 Way, Sheamus câștigă meciul de calificare în fața celui mai puternic om din lume Mark Henry,din meciul Fatal 4 Way mai fac parte Edge,John Cena și Orton.La noul PPV Fatal 4 Way Sheamus reușește să câștige titlul WWE pentru a doua oară dar Nexusul îl atacă pe John Cena, Edge și Randy Orton.
Următoarea seară la Raw Sheamus își apără titlul WWE în fața lui John Cena cu Vince McMahon arbitru special.
La noul PPV Money In The Bank Sheamus își apără titlul WWE în fața lui John Cena.
La finalul anului Sheamus câștigă King of the Ring,în finală înfruntându-se cu John Morrison.
În anul 2011 Sheamus este mutat la SmackDown unde intră în echipă cu Mark Henry și începe un feud cu "Vipera" Randy Orton și
"Căpitanul Carisma" Christian pentru titlul Mondial La Categoria Grea.

## 2012
Sheamus începe bine anul deoarece este câștigătorul Royal Rumble intrând cu numărul 22,el a stat în meciul Royal Rumble 22 minute și 21 secunde.El alege la Elimination Chamber să se bată pentru centura Mondială La Categoria Grea la WrestleMania 28,unde câștigă meciul împotriva lui Daniel Bryan în 18 secunde acesta devenind noul campion Mondial La Categoria Grea și apoi pierde centura la categoria grea în fața lui Big Show.

## 2013
Anul începe cu conflictul lui Damien Sandow pe care îl câștigă la SmackDown.După aceasta are numeroase conflicte cu Shield.La Elimination Chamber Sheamus,Ryback și John Cena luptă împotriva lui Shield dar Ryback este numărat până la 3 după o suliță puternică dată de Roman Reings.La WrestleMania 29 care se va desfășura pe 7 aprilie va avea un meci Sheamus,Big Show și Randy Orton vs Shield.La Smackdown echipa compusă din Sheamus,Orton și Big Show câștigă în fața grupării 3M.

## 2014
Pe 26 ianuarie 2014, la Royal Rumble, Sheamus a revenit ca un participant surpriză în meciul Royal Rumble; el a fost eliminat de Roman Reigns în finală rămânând 3 participanți (Batista ,Reigns și Sheamus), noaptea următoare la Raw, Sheamus, Daniel Bryan, și John Cena sau calificat pentru meciul de Elimination Chamber pentru WWE World Heavyweight championship. El a fost eliminat de Christian în acest meci. Aceasta a început un scurt conflict care a dus la WrestleMania, în care în mod constant Sheamus a fost victorios. El a participat în André gigant Memorial luptă Royal la WrestleMania XXX, înainte de a se elimina cu Alberto Del Rio reciproc. La 14 aprilie, Sheamus a participat la turneul fiind pe pretendentul numărul unu la Centura Intercontinental, care a avut loc pe Raw. El a avansat la runda următoare prin înfrângerea Jack Swagger,înainte de a pierde în fața lui Bad News Barrett în semifinale la 21 aprilie.
Pe 5 mai 2014 la Raw , Sheamus a câștigat un Battle Royal de 20-omeni pentru a câștigat Centura Statelor Unite pentru a doua oară, eliminând ultimul campion precedent Dean Ambrose. Sheamus apoi a început o dispută cu Cesaro și managerul lui Paul Heyman, culminând într-un meci între Sheamus și Cesaro pentru centură la Payback, în care Sheamus a câștigat. La 9 iunie, Sheamus îl învinge pe Bad News Barrett pentru a participa în meciul Money in the Bank cu scări pentru titlul vacant WWE World Heavyweight Championship; Meciul a fost câștigat de John Cena . Sheamus a fost în luptă pentru Centura Intercontinentală într-un meci Royal la Battleground.; Meciul a fost câștigat de Miz. La NightOfChampions , Sheamus și-a apărat cu succes titlul US de Cesaro și să păstreze centura împotriva lui Miz la Hell in a Cell. El a pierdut titlul în fața lui Rusev pe 3 noiembrie, într-un meci difuzat exclusiv pe WWE Network . După aceasta, Sheamus a fost dar la Raw când el și Big Show a fost atacat de Rusev și Mark Henry, iar după asta Sheamus a lipsit timp de câteva luni pentru o intervenție chirurgicală.

#### Money in the Bank (2015–prezent)
Pe 30 martie Sheamus a revenit la Raw cu un nou caracter , acesta fiind hell si schimbându-și atitudinea drastic având o creastă foarte caraghioasă și barbă împletită.
Tot în aceiași seară el intervine pentru al salva pe Daniel Bryan și Dolph Ziggler de un atac din partea lui Bad News Barret,dar apoi el ia atacat pe Bryan și Ziggler, acesta a făcut un turn hell după 3 ani. (2011). Pe 16 aprilie episodul de SmackDown, Sheamus a anunțat că s-ar confrunta Ziggler într-un meci Kiss Me Arse la Extreme Rulles, acesta pierzând meciul.Cu toate acestea, Sheamus a refuzat să urmeze regulamentul meciului, și în loc ia zis lui Ziggler să îl pupe în fund.La următorul PayperView a avut loc un rematch iar aici Sheamus și-a luat revanșa în fața lui Ziggler.La Elimination Chamber , Sheamus a participat în meciul pentru centura Intercontinentală(centura era vacantă) , dar acesta pierde meciul , câștigătorul centurii fiind RyBack.La următorul PayPerView Money in the Bank ,Sheamus a reușit să se califice în acest meci reușind să devină Mr Money in the Bank 2015, în fața altor 5 participanți:Adrian Neville , Roman Reigns , Randy Orton ,Kofi Kingston , Kane și Dolph Ziggler.
Pe 22 noiembrie la Survivor Series, Sheamus a încasat în sfârșit valiza Money in the bank pe Roman Reigns după alte două încercări nereușite la un Raw mai vechi când a vrut să încaseze valiza Money in the Bank pe Seth Rollins dar a fost oprit de Randy Orton cu RKO de nicăieri și la Night of Champions când a vrut să o încaseze pe fostul campion mondial WWE la categoria grea Seth Rollins, după două meciuri epuizante pentru centura Statelor Unite contra lui John Cena (meci pierdut de Rollins) și unul împotriva legendei din WCW Sting pentru centura mondială WWE la categoria grea (meci câștigat cu greu de Seth Rollins).Aceasta a fost oprit atunci de Kane cu un chockeslam puternic.

## Filmografie

### Film
| An   | Titlu                                    | Rol                   | 2008 | The Escapist | Two Ton |
| 2009 | Assault of Darkness                      | Celtic Warrior Zombie |      |              |         |
| 2016 | Teenage Mutant Ninja Turtles: Half Shell | Rocksteady            |      |              |         |

### Television
| Year | Title | Role | 2014 | Royal Pains |  |

### Melodii de intrare
- "The Irish Curse" de Alan Doyle[12]
- "Written in My Face" performed by Sean Jenness and composed de Jim Johnston[13][14] (30 June 2009 – 30 March 2015)
- "Hellfire" by CFO$ (2 April 2015–present)

## Porecle
- Războinicul Celtic (Celtic Warrior)
- Marele Alb (Great White)
- Mr. Money in The Bank

## Temă de intrare în WWE
- Written in my face,compusă de Jim Johnston și cântată de Sean Jenness

## Manevre de Final
- Brogue Kick
- Celtic Cross
- Irish Curse
- Cloverleaf
- White Noise

## Titluri în WWE și realizări
- Florida Championship Wrestling

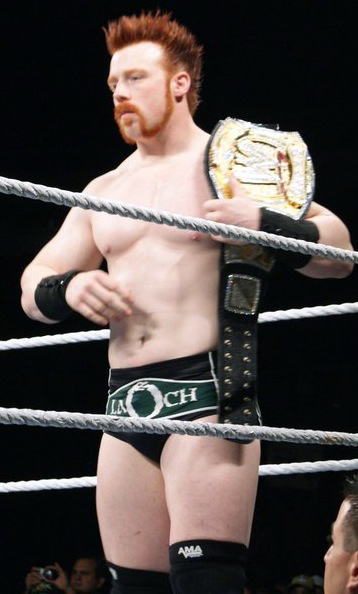

  - FCW Florida Heavyweight Championship (o dată)[1]
- Irish Whip Wrestling
  - IWW International Heavyweight Championship (2 ori)[15]
- Pro Wrestling Illustrated
  - PWI l-a clasat pe poziția a 5-a în top 500 wrestleri din PWI 500 în 2012[16]
- World Wrestling Entertainment/WWE
  - WWE Championship (3 ori)[17][18]
  - World Heavyweight Championship (o dată)[19]
  - WWE United States Championship (3 ori)[20][21]
  - WWE Raw Tag Team Championship (4 ori) cu Cesaro
  - WWE SmackDown Tag Team Championship (1 dată) – cu Cesaro
  - King of the Ring (2010)[22]
  - Money in the Bank (2015)
  - Royal Rumble (2012)[23]
  - Slammy Awards (4 ori)
    - Breakout Star of the Year (2009)[24]
    - Superstar/Diva Most in Need of Make-up (2010)[25]
    - Outstanding Achievement in Muppet Resemblance (2011)[26]
    - Feat of Strength of the Year (2012) Delivering "White Noise" to Big Show
- Wrestling Observer Newsletter
  - Most Improved (2010)[27]